# Список похороненных на Новодевичьем кладбище (У)
Новодевичье кладбище является одним из самых известных некрополей Москвы. Оно было образовано в 1898 году вдоль южной стены Новодевичьего монастыря, где имеется дворянский некрополь XIX века. В советское время это было второе по значимости кладбище после некрополя у Кремлёвской стены. Многие могилы Новодевичьего кладбища являются объектами культурного наследия. В данной статье представлен список значимых людей, похороненных на Новодевичье кладбище, фамилии которых начинаются на букву «У».

## Список
- Удальцов, Александр Дмитриевич (1883—1958) — историк, член-корреспондент АН СССР (1939); 5 уч. 26 ряд
- Удальцов, Иван Дмитриевич (1885—1958) — юрист, ректор МГУ им. М. В. Ломоносова; 5 уч. 16 ряд
- Удальцова, Надежда Андреевна (1886—1961) — художница, яркий представитель русского авангарда (кубофутурист, супрематист); 4 уч., 65 ряд
- Уланова, Галина Сергеевна (1910—1998) — балерина, педагог; автор памятника Ф. Д. Фивейский; 5 уч. 23 ряд у Центральной аллеи.
- Ульрих, Василий Васильевич (1889—1951) — Председатель Военной коллегии Верховного Суда СССР, генерал-полковник юстиции; 3 уч. 62 ряд.
- Ульянов, Михаил Александрович (1927—2007) — актёр театра и кино, главный режиссёр Театра имени Вахтангова, народный артист СССР; 10 уч. 10 ряд.
- Уманский, Константин Александрович (1902—1945) — Посол СССР в США и Мексике; колумбарий, 1 уч. в правой части башни монастырской стены.
- Упман, Карл Иванович (1896—1968) — генерал-лейтенант танковых войск, доктор военных наук, профессор; колумбарий, секция 129.
- Уразов, Георгий Григорьевич (1884—1957) — химик, металлург, академик АН СССР (1946); 5 уч. 6 ряд.
- Урбанский, Евгений Яковлевич (1932—1965) — актёр театра и кино, заслуженный артист РСФСР; автор памятника Н. Б. Никогосян; 6 уч. 25 ряд.
- Устинов, Владимир Иванович (1907—1971) — Первый секретарь МГК КПСС (1957—1960), Чрезвычайный и Полномочный Посол в Венгрии (1960—1962); 7 уч. пр.ст. 16 ряд.
- Устинов, Николай Дмитриевич (1931—1992) — радиофизик, радиотехник, член-корреспондент АН СССР (1981), Герой Социалистического Труда (1980); 6 уч. 28 ряд
- Утёсов, Леонид Осипович (1895—1982) — певец, киноактёр; автор памятника Ю. Л. Чернов; 9 уч. 9 ряд.
- Утин, Александр Васильевич (1906—1950) — генерал-лейтенант авиации, Герой Советского Союза (1945); 4 уч. 34 ряд
- Уткин, Иосиф Павлович (1903—1944) — поэт; 4 уч. 7 ряд.
- Ухов, Сергей Борисович (1932—2004) — профессор, доктор технических наук, заслуженный деятель науки и техники РФ, почётный строитель Москвы, 5 уч.
- Ушакова, Елизавета Ивановна (1895—1967) — агроном-овощевод, академик ВАСХНИЛ (1948); 8 уч. 44 ряд